# Authieux-Ratiéville
 Authieux-Ratiéville  es una población y comuna francesa, en la región de Alta Normandía, departamento de Sena Marítimo, en el distrito de Ruan y cantón de Clères.

## Demografía
| 177 | 178 | 136 | 183 | 262 | 342 |
| Para los censos de 1962 a 1999 la población legal corresponde a la población sin duplicidades (Fuente: INSEE [Consultar]) |     |     |     |     |     |